# Lucretilis bolivari
Lucretilis bolivari är en insektsart som beskrevs av Miller, N.C.E. 1934. Lucretilis bolivari ingår i släktet Lucretilis och familjen gräshoppor. Inga underarter finns listade i Catalogue of Life.